# 32163 Claireburch
32163 Claireburch este o planetă minoră (asteroid), cu un diametru de 3,92 km, din centura de asteroizi. A fost descoperită pe 24 iunie 2000 la Experimental Test Site⁠(d) de Lincoln Near-Earth Asteroid Research. 
Obiectul prezintă o orbită caracterizată de o semiaxă mare de 2,3093598 UAi, o excentricitate de 0,15, o înclinație de 5,13661 ° în raport cu ecliptica.